# Alain Chenciner
Alain Chenciner, né à Villeneuve-sur-Lot (Lot-et-Garonne) le 23 octobre 1943, est un mathématicien français, chercheur en mathématiques appliquées à la mécanique céleste.

## Biographie
Alain Chenciner doit la vie à l'acte de Madame Lucienne Deguilhem, qui, secrétaire de mairie à Monbahus, a refusé en juin 1941 de livrer aux Allemands les noms de quelque 30 juifs recherchés par eux sur le territoire de la commune et les a clandestinement accueillis ; parmi eux se trouvaient les futurs parents d'Alain Chanciner : Jacob Chenciner et son épouse Chana Beskin-Chenciner.

### Formation
Après trois années de classes préparatoires scientifiques (hypotaupe et  taupe) au lycée Louis-le-Grand, Alain Chenciner intègre l'École polytechnique en 1963.

### Carrière professionnelle
Après ses études, il est attaché de recherche (1966-1971) au Centre de mathématiques de l'École polytechnique créé par Laurent Schwartz.
Il soutient en 1976 sa thèse de doctorat dirigée par Jean Cerf à l'Université Paris-Sud.
Il est ensuite nommé maître de conférences en 1971 à l'université Paris-Sud, en 1973 à l'Université Paris Diderot, en 1975 à l'université de Nice.
Il revient en 1978 à l'université Paris VII où il est nommé professeur de première classe en 1981, professeur en classe exceptionnelle en 1991. En septembre 2012, il est nommé professeur émérite à l'université Paris-Diderot.

## Activité scientifique
Il dirige avec Jacques Laskar l'équipe de recherche d'« astronomie et systèmes dynamiques » qu'ils ont créée en 1992, au sein  de l'Institut de mécanique céleste et de calcul des éphémérides (IMCCE) de l'Observatoire de Paris (UMR 8028 du CNRS).
Il s'est particulièrement intéressé au problème des trois corps et notamment à ses solutions périodiques.

## Publications
Universitaire, Alain Chenciner a beaucoup publié depuis 1986,.
Il est également l'auteur de nombreuses conférences dont certaines sont disponibles en ligne, conférences qu'il donne également pour vulgariser son domaine de recherche, en France mais aussi en Chine.
Alain Chenciner est l'auteur le 9 juillet 2012 au cimetière du Montparnasse de l'éloge rendu au mathématicien et philosophe Henri Poincaré à l'occasion du centenaire de sa mort,.
Il est également l'auteur :
- de l'ouvrage Courbes algébriques planes, Springer Verlag, 2007 ;
- de l'ouvrage en anglais Celestial Mechanics, dedicated to Donald Saari for his 60 birthday, Contemporary Mathematics, American Mathematical Society 2002 ;
- des deux articles Singularités des fonctions différentiables, la théorie mathématique et ses applications et Systèmes dynamiques différentiables de l'Encyclopædia Universalis[12] ;
- de l'exposé relatif au problème des trois corps dans l'encyclopédie Scholarpedia[13].